# Хелм
Хелм (Холм) (пол. Chełm, укр. Холм) — город на берегу реки Ухерка, на юго-востоке Польши, в составе Люблинского воеводства Польши, в 25 километрах от границы с Украиной.
Холм является центром исторической области Холмщина, гмины Хелм и городом на правах повята (городский повят). В городе проживает 72 600 жителей.

## История
Археологические раскопки в окрестностях Хелма подтвердили, что первые поселения в этом районе появились ещё в палеолите (30 тыс. лет до н. э.).
Основан в первой половине XIII века князем Даниилом Галицким как резиденция правителя Галицко-Волынского княжества. Укреплённая часть города состояла из Холмского детинца на господствующей возвышенности и примыкающего к нему окольного города.
В 1259 году значительная часть Холма была разрушена сильным пожаром, но вскоре вновь отстроена. После смерти Даниила в 1264 году Холмщина была поделена между его сыновьями, затем внуками.
В XIV веке Холмское княжество было захвачено Польским королевством и стала Польской Русью. Холм стал центром Холмского староства в составе Русского воеводства. Холм упоминается в летописном «Списке русских городов дальних и ближних» конца XIV века.
Официальный статус города Хелм имеет с 1392 года. В Хелмском сражении 1794 года граф Франц Ласси разбил Зайончека. С 1795 года по 1809 год — владение Габсбургов, после 1815 года — гарнизонный город Царства Польского.
В период с 1907 года по 1914 год вблизи города находился Холмский полигон Варшавского военного округа, где проходили сбор русские войска.
При российском управлении Холм уступил свои административные функции Люблину. В 1912 года сделан центром Холмской губернии Российской империи (как Холм), в 1975—1998 годах — Хелмского воеводства Польши.

### Евреи
До Второй мировой войны (с конца XIV века) в Хелме проживали евреи, к концу 1939 года — 15 000 человек, что составляло 50 % населения. Занимались производством и обработкой кожи, банковским делом, имелись еврейские типографии, гимназии и многочисленные синагоги.
Еврейский фольклор обыгрывает его название, которое в устах еврейских жителей звучало как Хе́лем, сходно с идиш חלם‎ — «сновидение, мечта». Поэтому «хелемские мудрецы» — олицетворение наивности, а Хелем — знаменитый «город мечтателей и фантазёров».
Для уничтожения хелмских евреев нацистами был создан концлагерь Собибор. Большинство еврейского населения погибло в гетто и в концлагере. Часть уцелевших (около сотни), в начале 1950-х годов покинуло Польскую республику из-за антисемитизма и переехало в Израиль и США. О существовании еврейской общины в современном Холме данных нет.

## Достопримечательности
Большая часть застройки носит промышленный характер советского типа, однако сохранились и памятники старины. Среди них первое место занимает базилика рождества пресвятой девы Марии, возведённая в стиле барокко архитектором Паоло Фонтана для размещения Холмской иконы Богоматери (ныне в Луцке).
К числу местных достопримечательностей принадлежат 15-километровые меловые выработки, где во время войны скрывались от нацистов евреи, и Хелмский пейзажный парк.
|                                         |  |                             |  |                       |
| Базилика Рождества Пресвятой Девы Марии |  | Площадь у костёла Апостолов |  | Православное кладбище |

## Известные люди
- Теодор Раковецкий[укр.] — гравер, работал в Хелме.

### Родились
- Антон Васиньчук — украинский общественный деятель и политик.
- Михаил Грушевский — украинский и советский историк, общественный и политический деятель, революционер.
- Фёдор Кокошкин — русский правовед, политический деятель начала XX века.
- Анатолий Рафтопулло — советский офицер, участник Великой Отечественной войны, полковник, Герой Советского Союза.
- Богуш-Шишко, Зигмунт — польский генерал

## Города-побратимы
- Ковель, Украина
- Морле, Франция
- Утена, Литва
- Зиндельфинген, Германия
- Ноксвилл, США